# Van Aldegondebaan 7
Het pand op het adres Van Aldegondebaan 7 in de stad Bergen op Zoom in de Nederlandse provincie Noord-Brabant is een Rijksmonument met nummer 517118.. In het gebouw was een bierbrouwerij gevestigd. Het pand staat momenteel leeg.

## Bouw en beginjaren
Het pand is in 1873 gebouwd in opdracht van de industrieel Arnoldus Asselbergs. Voor de bouw werden stenen gebruikt die afkomstig waren uit de vestingmuren van de stad, die op dat moment gesloopt werden. Na voltooiing van de bouw werd er in het pand een brouwerij gevestigd, met de naam "Bergen op Zoomsche Beiersche Bierbrouwerij Asselbergs, van Heijst en Co".
De familie Van Heijst was een brouwersfamilie, afkomstig uit Waspik, die naar Bergen op Zoom was gekomen om de brouwerij draaiende te houden.

## Opkomst en ondergang
De brouwerij in Bergen op Zoom begon met het brouwen van bier van lage gisting. Toen er kwaliteitseisen aan het bier werden gesteld, zorgde dat voor problemen op de Nederlandse afzetmarkt. De brouwerij ging zich daarna steeds meer richten op België, tot daar in 1930 de grenzen dichtgingen voor Nederlands bier.

## Na het faillissement
Na het faillissement van de brouwerij zijn er verschillende instellingen in het pand gehuisvest:
- 1946–1975: B3 vruchtensappen
- 1975–2000: Intraco Aluminium BV
- 2001–2011: een afdeling van het Luzac College

Anno 2012 staat het pand te huur. In de buurt van de Van Aldegondebaan bevindt zich een straat die Brouwerijbaan heet, deze naam herinnert aan de vroegere functie van genoemd pand.